# Baptiste Pawlik
Baptiste Pawlik (* 26. Mai 1983) ist ein deutscher Geiger bzw. Violinist.

## Musikalischer Werdegang
Baptiste Pawlik erhielt seinen ersten Geigenunterricht im Alter von drei Jahren. Er gewann als jüngster Teilnehmer im Alter von vier Jahren den Wettbewerb Jugend musiziert.
Neben den Konzertreisen als Solist des JPK Köln-Orchesters in Europa und Asien gab Pawlik sein Fernsehdebüt mit 16 Jahren im ZDF Sonntagskonzert.
Zu seinen Lehrern zählen Zakhar Bron (Lübeck/Köln/Madrid), Kaiko Wataya (Utrecht), Mintcho Mintchev und Nana Jashvili (Essen).
2008 absolvierte Baptiste sein Studium als Meisterschüler der Folkwang Universität der Künste in Essen.
Pawlik hatte Begegnungen mit den Violinisten Roby Lakatos oder Sir Yehudi Menuhin, der ihm nach einem Konzert seinen Dirigentenstab schenkte. Er probte mit Take That, Justin Bieber und war 1. Geiger von Céline Dion bei der Bambi-Preisverleihung 2012. Im März 2013 spielte er auf dem Abschiedskonzert für Papst Benedikt XVI. im Beisein von dessen Bruder, Prälat Georg Ratzinger in Regensburg. Im Januar 2014 wurde er durch den Papstbiografen Michael Hesemann eingeladen, im Übertragungssaal von Radio Vatikan auf einem Konzert anlässlich des 90. Geburtstages von Prälat Georg Ratzinger in Beisein des emeritierten Papstes Benedikt XVI. zu spielen. Das Konzert wurde von Radio Vatikan weltweit übertragen.
Baptiste Pawlik spielt auf einer Meistergeige aus dem Jahre 1778.

## Privat
Pawlik ist mit der Zahnärztin Mariana Mintcheva verheiratet. Das Paar hat zwei gemeinsame Kinder.

## Preise und Konzerte
Im Alter von 4 Jahren erhielt Baptiste den 1. Preis bei „Jugend musiziert“, sechs weitere 1. Preise folgten. Baptiste konzertiert international u. a. als Solist der Jungen Philharmonie Köln.
2014 gab Pawlik ein Konzert vor Papst em. Benedikt XVI. in Rom, organisiert von dem Schriftsteller Michael Hesemann.

## Werke & Kompositionen
Baptiste komponiert und produziert in unterschiedlichen Musikgenres wie der Klassik und der Unterhaltungsmusik. 2014 produziert er die CD „a Tribute to the Vatican Radio Hall Concert 2014“.